# Narsinghpur (district)
Narsinghpur is een district van de Indiase staat Madhya Pradesh. Het district telt 957.399 inwoners (2001) en heeft een oppervlakte van 5133 km².
Hoofdstad: Bhopal
Districten: